# 宝山湖公園
宝山湖公園（ほうざんここうえん）は香川県三豊市に在る公園（河川公園）。

## 概要
香川用水から配水される水道用水を一時的に貯留し、渇水時や緊急時に補給を行うための調整池として整備された宝山湖（ほうざんこ、財田川水系神田川支川）の掘削土砂を利用して整備された芝生の公園で、2009年（平成21年）3月に独立行政法人水資源機構が整備した。名称は宝山湖が旧・三豊郡財田町と旧・三豊郡山本町に跨がり、「財田」を「たからだ」とも読むことからもじったもので、一般公募により名付けられた。
管理は三豊市宝山湖公園条例（平成21年3月26日三豊市条例第5号）に基づいて三豊市教育委員会が行っている。

### 宝山湖ボールパーク夢いっぱいプロジェクト
Jリーグに加盟するカマタマーレ讃岐は、クラブ創設以来固定された練習場を有していなかったが、2019年に三豊市が同市高瀬町の緑ケ丘総合運動公園を練習拠点として誘致する方針を決め、2020年7月にリニューアルオープンした。緑ケ丘総合運動公園は天然芝1面で練習可能日が週3日程度に限られていたこともあり、三豊市は宝山湖公園にクラブ練習場を誘致する方針を提案、2021年3月にカマタマーレとの間で覚書を締結。そこから両社が協議を進め、同年12月に「三豊市宝山湖公園におけるスポーツを核とする地域活性化に関する協定」を締結し、「宝山湖ボールパーク夢いっぱいプロジェクト」がスタートした。
具体的には公園内の芝生広場を天然芝グラウンド2面・人工芝グラウンド1面・多目的グラウンド1面に改修し、カマタマーレ讃岐が優先利用するクラブハウスを建設するというもので、総事業費は約8億5000万円。国や県の補助金に加え企業版ふるさと納税も活用した。
改修工事は2023年3月に完成し、半年間の芝生の初期養生を経て、同年10月9日に全面オープンした。完成後はカマタマーレ讃岐の練習場に使われている他、地元サッカーチームの公式戦やスポーツイベントの場所としても使用されている。クラブハウスは、カマタマーレが使用しない時間は一般客も使用可能。クラブハウスには命名権が導入され「レクザム・カマタマーレ讃岐・クラブハウス」と名付けられた。なお、三豊市ではクラブハウス内に公園管理事務所を設置することとしている。
2024年11月1日より、同公園について、命名権（ネーミングライツ）が導入され施設愛称が「宝山湖OKURAボールパーク」となった。。

2025年7月1日には、Cコートにナイター照明設備が新たに設置された。照明はカマタマーレ讃岐が設置したもので、クラブが使用しない時間帯については一般の利用者も使用可能である。

## 主な施設
- 芝生広場
  - Aコート - 天然芝サッカーグラウンド、広さ約9,100 m2、カマタマーレ讃岐に使用優先権あり[5]
  - Bコート - 天然芝サッカーグラウンド、広さ約9,100 m2
  - Cコート - 人工芝グラウンド、広さ約9,100 m2、ナイター照明設備あり
- 多目的グラウンド - 広さ約21,655 m2。サッカー、ラグビー、グラウンドゴルフなど
- クラブハウス - ロッカールーム、トレーニングジムなど

その他、周辺にはヒガンバナの群生地やビオトープも設けられている。

## 交通
- 高松自動車道「三豊鳥坂インターチェンジ」から車で20分。
- JR讃岐財田駅から車で10分。